# Віленбах
Віленбах (нім. Wielenbach) — громада в Німеччині, розташована в землі Баварія. Підпорядковується адміністративному округу Верхня Баварія. Входить до складу району Вайльгайм-Шонгау.
Площа — 33,01 км2. Населення становить 3242 ос. (станом на 31 грудня 2020).